# Lizz Tayler
Lizz Tayler, de son vrai nom Elizabeth Slamka, est une actrice pornographique américaine née le 9 juin 1990 à Phoenix en Arizona. Sa carrière débuta en 2010.

## Récompenses
- En 2011 Lizz Tayler est nommée aux XRCO Awards dans la catégorie New Starlet.
- En 2012 Lizz Tayler est nommée aux AVN dans les catégories Best New Starlet, Best POV Sex Scene et Best Three-Way Sex Scene (G/B/B).

## Filmographie
| Année | Film                                                     |
| ----- | -------------------------------------------------------- |
| 2010  | Ass Eaters Unanimous 22                                  |
| 2010  | Babes Ballin' Boys 21                                    |
| 2010  | Bus Stop Girls 2                                         |
| 2010  | Creature Feature                                         |
| 2010  | Diabolic Big Ass Amateurs                                |
| 2010  | Facial Cum Catchers 13                                   |
| 2010  | Mothers Teaching Daughters How To Suck Cock 6            |
| 2010  | My Gigantic Toys 9                                       |
| 2010  | Naughty Cheerleaders 1                                   |
| 2010  | On the Job Training                                      |
| 2010  | Stroke Suck and Tease 11                                 |
| 2010  | Wanna Fuck My Daughter Gotta Fuck Me First 9             |
| 2011  | American Cocksucking Sluts 1                             |
| 2011  | America's Favorite Commercials Gone Porn                 |
| 2011  | Anarchy                                                  |
| 2011  | ATK Access Restricted: No Boys                           |
| 2011  | ATK Socially Active Babes                                |
| 2011  | Bachelorette Orgy 1                                      |
| 2011  | Barely Legal 114                                         |
| 2011  | Bree and Tori                                            |
| 2011  | Bring It On: A XXX Porn Parody                           |
| 2011  | Car Wash Girls 2                                         |
| 2011  | Couples Bang the Babysitter 4                            |
| 2011  | Eternal                                                  |
| 2011  | Every Last Drop 19                                       |
| 2011  | Facial Fest 15                                           |
| 2011  | Fantasy Solos 1                                          |
| 2011  | Femdom Ass Worship 9                                     |
| 2011  | Foot Fetish Daily 6                                      |
| 2011  | Fucked Up Handjobs 9                                     |
| 2011  | Girl with the Horny Tattoo                               |
| 2011  | Hot Teen Next Door 4                                     |
| 2011  | I Know That Girl 1                                       |
| 2011  | In the VIP 8                                             |
| 2011  | Marcia's Twat: A XXX Brady Parody and Other XXX Parodies |
| 2011  | Mommy and Me 2                                           |
| 2011  | Moms Pimp Their Daughters 1                              |
| 2011  | My First Orgy 2                                          |
| 2011  | Natural Born Swallowers 6                                |
| 2011  | Naughty Bookworms 21                                     |
| 2011  | Naughty Bookworms 25                                     |
| 2011  | Neighborhood Swingers 4                                  |
| 2011  | No Pill No Condom No Problem 2                           |
| 2011  | Official Deal or No Deal Parody                          |
| 2011  | Party Girls (II)                                         |
| 2011  | POV Pervert 14                                           |
| 2011  | Praise The Load 6                                        |
| 2011  | Real Slut Party 2                                        |
| 2011  | Slumber Party 6                                          |
| 2011  | Slumber Party 7                                          |
| 2011  | Solo Sweethearts 1                                       |
| 2011  | Sweet Tits                                               |
| 2011  | This Isn't UFC: Ultimate Fucking Championship 2          |
| 2011  | Too Big For Teens 6                                      |
| 2011  | Who's Nailin' Palin? 22                                  |
| 2012  | Babysitter Diaries 8                                     |
| 2012  | Bachelorette Parties 3                                   |
| 2012  | BangBros Tryouts                                         |
| 2012  | Busty Construction Girls                                 |
| 2012  | Dirty Teen Fuck Machine                                  |
| 2012  | Female Sex Surrogates 2                                  |
| 2012  | Girl On Girl Fantasies                                   |
| 2012  | Jailbait 9                                               |
| 2012  | Lesbian Workout                                          |
| 2012  | Let Me Suck You 4                                        |
| 2012  | Love Blossoms                                            |
| 2012  | Massage Creep 4                                          |
| 2012  | Porn Parodies                                            |
| 2012  | Riding the Flying Pink Pig                               |
| 2012  | Sex Boutique: Glory Holes                                |
| 2012  | Slut Puppies 6                                           |
| 2012  | So Young So Sexy POV 5                                   |
| 2012  | Valley                                                   |